# Southern District
Southern District is een van de 18 districten van Hongkong. Het ligt in het zuiden van Hongkong-eiland. Het had in 2001 een populatie van 290.240 mensen.

## Geografie
Southern District ligt in het zuiden van Hong Kong Island en aan de Zuid-Chinese Zee De grenzen van de andere gebieden lopen over bergen. De Hong Kong Country Parks & Special Areas liggen in het noorden van het district. De westelijke helft is deels bewoond en deels industrieel. De oostelijke helft van het district is semi-platteland met Hongkongs populairste stranden. En in het zuiden ligt themapark Ocean Park Hong Kong.

## Gebieden
Het district bevat de volgende gebieden:
- Aberdeen
- Ap Lei Chau, een eiland dat verbonden is met Aberdeen door een brug
- Cape D'Aguilar
- Deep Water Bay
- Pok Fu Lam
- Repulse Bay
- Shek O
- Shouson Hill
- Stanley
- Wah Fu

Eilanden van het district:
- (Ap Lei Chau of Aberdeen Island)
- Ap Lei Pai
- Kau Pei Chau (狗脾洲)
- Lo Chau (羅洲)
- Lung Shan Pai (龍山排)
- Magazine Island (火藥洲)
- Middle Island (熨波洲, Tong Po Chau)
- Ng Fan Chau (五分洲)
- Round Island (銀洲)
- Tai Tau Chau (大頭洲)
- Tau Chau (頭洲)